# Liga Femenina de Básquetbol
El Liga Femenina de Básquetbol es el certamen anual de baloncesto femenino organizado por la Asociación de Clubes, ente argentino que además organiza la Liga Nacional de Básquet, la Liga Argentina y la Liga de Desarrollo y además por la CABB. El torneo fue creado en 2017 reemplazando tanto a la Liga Nacional de Básquet Femenino como al Campeonato Argentino Femenino de Clubes de Mayores como la máxima categoría argentina de baloncesto femenino. La competencia además otorga cupos para la Liga Sudamericana Femenina de Clubes y la reciente Liga Femenina de Baloncesto de las Américas.

## Historia
Tras la creación y expansión de dos torneos de baloncesto femenino para clubes organizados por la CABB, el Torneo Federal Femenino de Básquetbol y la SuperLiga Femenina de Básquet de Argentina, surge por parte de la a. C. la creación de su propio certamen en dicho deporte.
En 2017 se realizó la primera temporada, con 16 equipos, donde aquellos que participaron de la SuperLiga de 2016 tuvieron prioridad de inscripción. Además se decidió la incorporación de jugadoras franquicia y de 2 jugadoras extranjeras como mínimo.
A fines de febrero de 2017 se informaron las 12 «jugadoras franquicia» para la primera edición del torneo. Estas jugadoras limitaron la incorporación de jugadoras extranjeras y ningún equipo pudo contar con más de dos jugadoras de la lista.
| - Andrea Boquete - Agostina Burani - Alejandra Chesta - Débora González - Melisa Gretter - Cecilia Liñeira | - Victoria Llorente - Sandra Pavón - Macarena Rosset - Ornella Santana - Stephany Thomas Díaz - Gisela Vega |

A comienzos de marzo de 2017 se terminó la fase de preinscripción, tras la cual se confirmaron 12 equipos para el torneo. Quedaron 4 cupos para llegar a los 16 esperados para poder realizar luego una división en dos conferencias, norte y sur.
El 20 de marzo se presentó oficialmente la liga en el auditorio de la CABB, en un trabajo en conjunto de la confederación nacional y la a. C.. Además, se designó y presentó a Sebastián Bilancieri como director deportivo de la liga.

Es un viejo anhelo. Nosotros con la Confederación, a través de la estructura de la Superliga y con el fomento de los torneos formativos federales femeninos venimos haciendo un esfuerzo muy grande. Estamos muy contentos de que la AdC haya tomado la decisión de organizarla, porque para nosotros es una garantía absoluta. El objetivo nuestro es poder fomentar el básquet femenino desde el mini básquet para poder generar cada vez más jugadoras que puedan engrosar y fortalecer esta Liga, que sin duda va a ser un complemento ideal a lo que es nuestra Liga Nacional. Es algo que el básquetbol femenino merecía.
Federico Susbielles, presidente de la CABB.

Vamos a aplicar toda nuestra experiencia y conocimiento en la materia de la organización de un torneo. La Liga femenina complementa a la masculina y creo que hay otros desafíos en el medio, como es trabajar en conjunto con la CABB. Es una cuestión de visión compartida y ahora hay que llevarlo a la práctica y que las organizaciones trabajen juntas.
Fabián Borro, presidente de la AdC.

El desafío más importante es el trabajo en unidad y concordia entre la CABB y la AdC y el otro desafío es sepultar una historia en principio de discriminación del básquet femenino y a posteriori de autosegregación, con la vieja dirigencia. Buscamos que haya igualdad de género.
Sebastián Bilancieri, director deportivo de la liga.

En la temporada 2019 el torneo incorporó una "Súper Copa", un torneo Interligas junto con la Liga de Brasil y un Open Day.
En 2022, con el retorno de Ameghino (Córdoba) y Olímpico (Santiago del Estero), sumado al debut de Instituto (Córdoba), Montmartre (Catamarca) y Pacífico (Neuquén) se llegó a un récord con 12 equipos participantes, superando los 11 de 2017. Asimismo se logró el compromiso de nueve de los clubes participantes para participar en los siguientes cuatro años de la Liga. De esta forma, el torneo se aseguró la participación de Ameghino, Berazategui, Instituto, Montmartre, Obras, Pacífico, Quimsa, Riachuelo y Rocamora en las próximas ediciones de la Liga.Previo a la temporada 2023-24 el club neuquino Pacífico anunció que no formaría parte de la competencia por motivos económicos, mientras que Ameghino de Villa María (Córdoba) anunció su retiro al final de dicha temporada.La temporada 2024-25 vería el regreso de Lanús más el debut de El Talar, Gorriones de Río Cuarto y Náutico de Rosario, llegando a un total de 14 equipos participantes. 

## Formato de competencia
La competencia ha variado su formato año a año pero generalmente está dividida en una etapa regular, donde los equipos se dividen en conferencias (sur y norte) de acuerdo a su ubicación geográfica y se enfrentan en un sistema de todos contra todos, para luego avanzar a otra etapa de play-offs.

## Equipos participantes
| Club                  | Origen                                   | Estadio                              |
| --------------------- | ---------------------------------------- | ------------------------------------ |
| Ameghino              | Villa María, Córdoba                     | La Leonera                           |
| Ciclista Olímpico     | La Banda, Santiago del Estero            | Vicente Rosales                      |
| Deportivo Berazategui | Berazategui, Buenos Aires                | [ nota 1 ]                           |
| Ferro Carril Oeste    | Ciudad de Buenos Aires                   | Héctor Etchart                       |
| Instituto             | Córdoba, Córdoba                         | Ángel Sandrín                        |
| Montmartre            | Catamarca, Catamarca                     | Polideportivo Fray Mamerto Esquiu    |
| Obras Basket          | Ciudad de Buenos Aires                   | Obras Sanitarias, El Templo del Rock |
| Pacifico              | Neuquén, Neuquén                         | Viejo Ramírez                        |
| Quimsa                | Santiago del Estero, Santiago del Estero | Ciudad                               |
| Riachuelo             | La Rioja, La Rioja                       | Superdomo                            |
| Tomás de Rocamora     | Concepción del Uruguay, Entre Ríos       | Julio Paccagnella                    |
| Unión Florida         | Florida, Buenos Aires                    | [ nota 2 ]                           |

## Historial de campeones
| Temporada        | Campeón                                           | Final                                             | Subcampeón                                        | Entrenador campeón                                | MVP finales                                       | Equipos                                           |
| ---------------- | ------------------------------------------------- | ------------------------------------------------- | ------------------------------------------------- | ------------------------------------------------- | ------------------------------------------------- | ------------------------------------------------- |
| 2017 Detalle     | Unión Florida                                     | 62-55                                             | Atl. Lanús                                        | Gregorio Martínez                                 | Melisa Gretter (Unión Florida)                    | 11                                                |
| 2018 Detalle     | Quimsa                                            | 75-74                                             | Obras Basket                                      | Mauricio Pedemonte                                | Natalia Ríos (Quimsa)                             | 8                                                 |
| 2018 Detalle     | Deportivo Berazategui                             | 68-53                                             | Quimsa                                            | Juan Ferreira                                     | Macarena Durso (Depvo. Berazategui)               | 8                                                 |
| 2019 Detalle     | Deportivo Berazategui                             | 57-45                                             | Quimsa                                            | Gonzalo Gómez                                     | Natacha Pérez (Depvo. Berazategui)                | 5                                                 |
| 2019 Detalle     | Quimsa                                            | 108-99                                            | Vélez Sarsfield                                   | Mauricio Pedemonte                                | Andrea Boquete (Quimsa)                           | 5                                                 |
| 2020 Sin detalle | Temporada suspendida por la pandemia de Covid-19. | Temporada suspendida por la pandemia de Covid-19. | Temporada suspendida por la pandemia de Covid-19. | Temporada suspendida por la pandemia de Covid-19. | Temporada suspendida por la pandemia de Covid-19. | Temporada suspendida por la pandemia de Covid-19. |
| 2021 Detalle     | Deportivo Berazategui                             | 57-64                                             | Tomás de Rocamora                                 | Gonzalo Gómez                                     | Agustina Jourdheuil (Depvo. Berazategui)          | 10                                                |
| 2021 Detalle     | Deportivo Berazategui                             | 65-57                                             | Corrientes Básquet                                | Gonzalo Gómez                                     | Agustina Jourdheuil (Depvo. Berazategui)          | 9                                                 |
| 2022 Detalle     | Deportivo Berazategui                             | 57-41                                             | Corrientes Básquet                                | Gonzalo Gómez                                     | Florencia Fernández (Depvo. Berazategui)          | 10                                                |
| 2022-23 Detalle  | Deportivo Berazategui                             | 3-0                                               | Asociación Atlética Quimsa                        | Gonzalo Gómez                                     | Sofía Wolf (Depvo. Berazategui)                   | 12                                                |
| 2023-24 Detalle  | Club Ferro Carril Oeste                           | 81-62                                             | Obras Sanitarias                                  | Carlos Denegri                                    | Florencia Fernández (Ferro Carril Oeste)          | 11                                                |
| 2023-24 Detalle  | Club Unión Florida                                | 3-1                                               | Obras Sanitarias                                  | Nicolás Grosso                                    | Carla Mikulka (Unión Florida)                     | 11                                                |
| 2024-25 Detalle  | El Talar                                          | 99-94                                             | Ferro Carril Oeste                                | Sebastián Silva                                   | Luciana Delabarba (El Talar)                      | 14                                                |
| 2024-25 Detalle  | Club Ferro Carril Oeste                           | 59-41                                             | Club Atlético Riachuelo                           | Gabriel Fernández                                 | Dalma Piri (Ferro Carril Oeste)                   | 14                                                |

## Otras competencias de la temporada
Supercopa de la Liga Femenina
Es un torneo a partido único que enfrenta a los dos equipos campeones de una misma temporada. Se disputó por primera vez en 2019 y enfrentó a los dos campeones de la temporada 2018.
| Temporada | Campeón | Final   | Subcampeón            | Sede                                  |
| --------- | ------- | ------- | --------------------- | ------------------------------------- |
| 2019      | Quimsa  | 74 - 64 | Deportivo Berazategui | Polideportivo Víctor Nethol, La Plata |